# 水島之戰
水島之戰（水島の戦い）是日本平安時代末期源平合戰中的一場戰役，發生於壽永二年閏十月初一（1183年11月24日）。
當時，平家以讚岐的屋島為中心。壽永二年（1183年）九月二十，源義仲軍從京都出發，向屋島進軍。閏十月初一，自四國渡海至水島附近，與平家交戰。平氏軍將戰船綁在一起，鋪上木板構築成陣地。源平兩軍之船接近，互拔出刀來展開白刃戰。在戰鬥開始時，平家的弓箭手向源氏軍放出箭雨，戰鬥開始。平家船上的武士乘坐已經裝備的馬，游泳在海岸登陸，對源氏發起夾擊。源氏方面足利義清、海野幸廣兩位大將以及足利義長（義清之弟）、高梨高信、仁科盛家（仁科氏）等諸將陣亡，其餘部眾敗逃京都。此戰被視為木曾義仲由盛轉衰的分水嶺，而平家的聲勢則得到恢復，並返回攝津的福原企圖再度入京。而後在義仲敗死後與源賴朝、義經勢力發生一之谷之戰。
值得一提的是，戰鬥當天發生了日蝕程度達0.95的日全蝕，這點也被「源平盛衰記」等軍紀物正確的紀錄下來；由於平氏之前長期控制中央政府，得以掌握天文曆算的知識，因此很有可能預先掌握了天象的情報並在戰鬥中加以利用。